# Nederland op het Eurovisiesongfestival 2006
Nederland nam deel aan het Eurovisiesongfestival 2006 in Athene, Griekenland. Het was de 47e deelname van Nederland op het Eurovisiesongfestival. De NOS was verantwoordelijk voor de Nederlandse bijdrage.

## Nationaal Songfestival
In 2006 deden er drie artiesten mee aan het Nationaal Songfestival. Treble, Behave en Maud Mulder. Elk van de artiesten bracht tijdens de show drie nummers waarvan één nummer doorging naar de finale.
Tijdens de finale werd er door middel van televoting gestemd.
| № | Artiest | Lied           | stemmen | % van de stemmen | Plaats |
| - | ------- | -------------- | ------- | ---------------- | ------ |
| 1 | Treble  | "Amambanda"    | 90720   | 72%              | 1      |
| 2 | Behave  | "Heaven Knows" | 18900   | 15%              | 2      |
| 3 | Maud    | "I'm Alive"    | 16380   | 13%              | 3      |

## In Athene
Treble moest eerst deelnemen aan de halve finale van het Eurovisiesongfestival. Van de 23 acts kwam Treble als 17e aan de beurt. Nederland ging niet door na de finale van het songfestival. Na afloop van het festival werd bekend dat Treble als 20ste was geëindigd met slecht 22 punten. Het was de tweede keer op rij dat Nederland niet deelnam aan de finale van het Eurovisiesongfestival.

## Punten

### Gekregen punten

#### Halve finale
| 12 punten | 10 punten          | 8 punten | 7 punten            | 6 punten             |
| --------- | ------------------ | -------- | ------------------- | -------------------- |
|           |                    |          |                     |                      |
| 5 punten  | 4 punten           | 3 punten | 2 punten            | 1 punt               |
| - Turkije | - Armenië - België | - Cyprus | - Albanië - Andorra | - IJsland - Litouwen |

### Punten gegeven door Nederland
Punten gegeven in de halve finale:
| 12 punten | Armenië               |
| 10 punten | Turkije               |
| 8 punten  | Bosnië en Herzegovina |
| 7 punten  | België                |
| 6 punten  | Finland               |
| 5 punten  | Litouwen              |
| 4 punten  | Zweden                |
| 3 punten  | Ierland               |
| 2 punten  | Polen                 |
| 1 punt    | Rusland               |

Punten gegeven in de finale:
| 12 punten | Turkije               |
| 10 punten | Armenië               |
| 8 punten  | Bosnië en Herzegovina |
| 7 punten  | Finland               |
| 6 punten  | Litouwen              |
| 5 punten  | Griekenland           |
| 4 punten  | Ierland               |
| 3 punten  | Duitsland             |
| 2 punten  | Rusland               |
| 1 punt    | Oekraïne              |

### Paul de Leeuw
Tijdens de finale werden de punten namens Nederland gegeven door Paul de Leeuw. De eerste zeven punten werden vanaf dat jaar niet meer voorgelezen, echter deed Paul de Leeuw dit in sneltreinvaart. Ook was hij tijdens het voorlezen bezig met het versieren van de presentator en gaf hij tijdens de show zijn telefoonnummer aan de presentator.
Ondanks dit incident mocht Paul de Leeuw in 2007 weer de punten namens Nederland doorgeven.

## Kijkcijfers
De halve finale werd door 1,4 miljoen Nederlanders bekeken. De finale werd door 1,3 miljoen Nederlanders bekeken.
1956 · 1957 · 1958 · 1959 · 1960 · 1961 · 1962 · 1963 · 1964 · 1965 · 1966 · 1967 · 1968 · 1969 · 1970 · 1971 · 1972 · 1973 · 1974 · 1975 · 1976 · 1977 · 1978 · 1979 · 1980 · 1981 · 1982 · 1983 · 1984 · 1985 · 1986 · 1987 · 1988 · 1989 · 1990 · 1991 · 1992 · 1993 · 1994 · 1995 · 1996 · 1997 · 1998 · 1999 · 2000 · 2001 · 2002 · 2003 · 2004 · 2005 · 2006 · 2007 · 2008 · 2009 · 2010 · 2011 · 2012 · 2013 · 2014 · 2015 · 2016 · 2017 · 2018 · 2019 · 2020 · 2021 · 2022 · 2023 · 2024 · 2025